# زلاکوسا
زلاکوسا (به صربی: Zlakusa) یک منطقهٔ مسکونی در صربستان است که در اوژیتسه واقع شده‌است. زلاکوسا ۶۷۱ نفر جمعیت دارد و ۴۸۲ متر بالاتر از سطح دریا واقع شده‌است.